# Boldog (Slowakei)
Boldog (bis 1960 slowakisch „Matka Božia“; ungarisch Pozsonyboldogfa – bis 1907 Boldogfa, älter auch Boldogfalva) ist eine Gemeinde im Okres Senec innerhalb des Bratislavský kraj in der Slowakei.

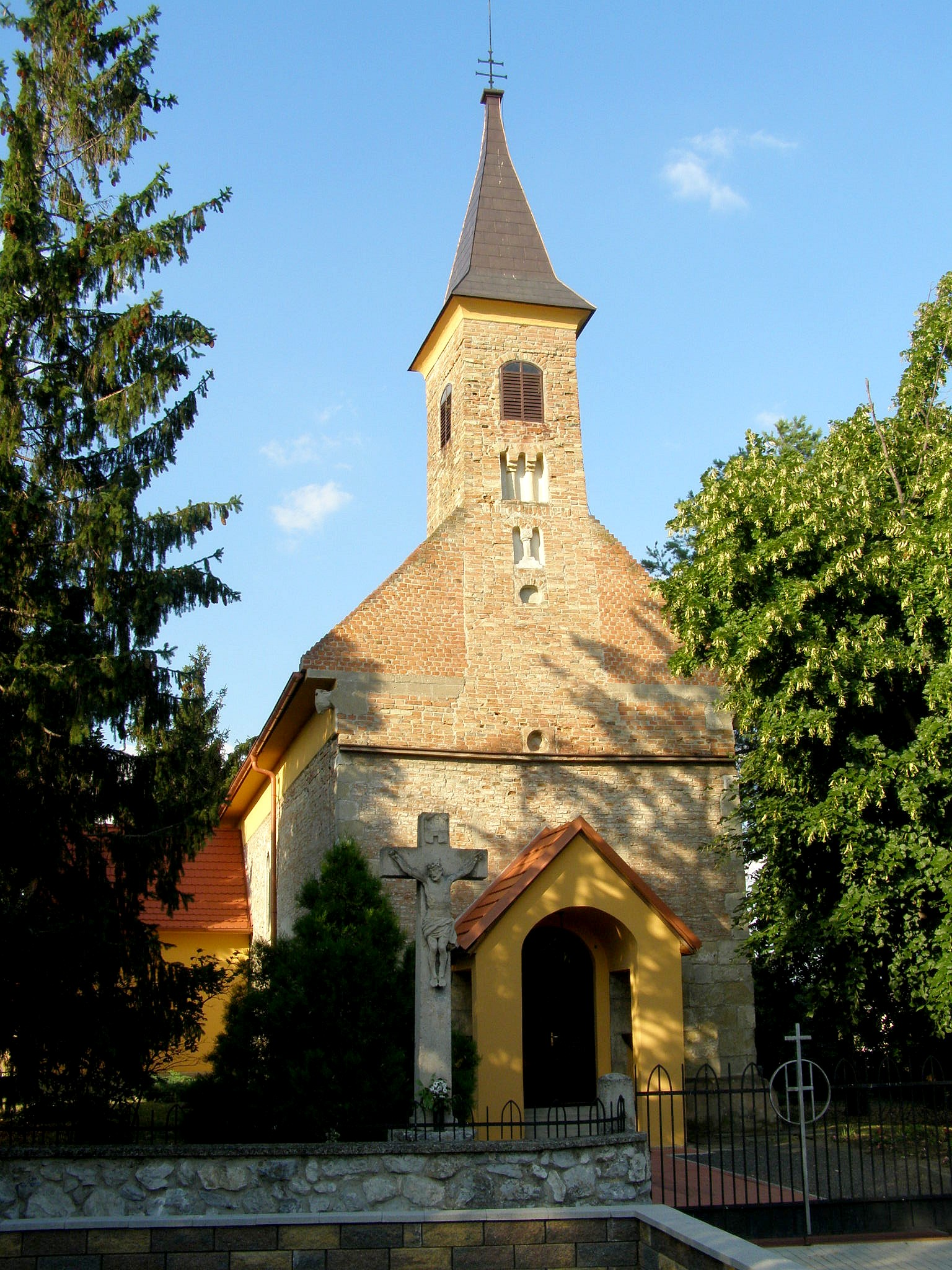
Kirche Mariä Himmelfahrt

## Geographie
Der Ort liegt im Donautiefland, fünf Kilometer nordöstlich der Stadt Senec und 23 Kilometer südwestlich von Trnava gelegen.

## Geschichte
Boldog wurde zum ersten Mal 1245 als Tulwej erwähnt. Ein Ort dort wird allerdings erst 1351 als Toluoyfolua erwähnt. 1358 kam der Ort mit dem Nachbargut Saaralia zum Klarissenorden von Alt-Buda. Diese zwei Siedlungen vereinigten sich dann zu einem Ort namens Boldogasszonyfalva, nach der Patronin der örtlichen Kirche, Seliggesprochenen  Maria genannt.
Bis 1918 lag der Ort im Komitat Pressburg im Königreich Ungarn, danach kam er zur neu entstandenen Tschechoslowakei. 1938–45 lag der Ort auf Grund des Ersten Wiener Schiedsspruchs noch einmal in Ungarn.
Der zu kirchlich orientierte slowakische Name Matka Božia („Mutter Gottes“) wurde 1960 zugunsten des ungarischen Namens in Boldog geändert.

## Bevölkerung
| Jahr                | 1994 | 2004    | 2014    | 2024     |
| ------------------- | ---- | ------- | ------- | -------- |
| Anzahl der Personen | 405  | 413     | 449     | 529      |
| Unterschied         |      | +1,97 % | +8,71 % | +17,81 % |

| Jahr                | 2023 | 2024    |
| ------------------- | ---- | ------- |
| Anzahl der Personen | 527  | 529     |
| Unterschied         |      | +0,37 % |

## Sonstiges
In der ursprünglich romanischen, heute barockisierten Kirche aus dem 13. Jh. wurde 1976 bei einer Renovierung eine Kalktafel mit römischer Inschrift gefunden. Mit der Zeit der Entstehung um das Jahr 100 handelt es sich um eine der ältesten Inschriften dieser Art in der heutigen Slowakei, noch vor der berühmten Inschrift auf einem Felsen in Trenčín.